# Leonor Sofía de Schleswig-Holstein-Sonderburg
Leonor Sofía de Schleswig-Holstein-Sonderburg (en danés, Eleonora Sophie af Slesvig-Holsten-Sønderborg; 24 de febrero de 1603-5 de enero de 1675) era miembro de la familia real danesa y consorte del príncipe Cristián II de Anhalt-Bernburg.

## Biografía
Leonor Sofía era la última hija del príncipe Juan II de Schleswig-Holstein-Sonderburg, el tercer hijo del rey Cristián III de Dinamarca y de Dorotea de Sajonia-Lauenburgo, y de su segunda esposa, Inés Eduviges de Anhalt, hija del príncipe Joaquín Ernesto de Anhalt.
En 1630, su esposo sucedió a su padre, Cristián I, como príncipe de Anhalt-Bernburg. Después de la muerte de su esposo en 1656, su hijo Víctor Amadeo se convirtió en príncipe de Anhalt-Bernburg.
Murió el 5 de enero de 1675, a los 71 años. Fue enterrada en la cripta de la Iglesia del Castillo de St. Aegidien, en Bernburg.

## Descendencia
El 28 de febrero de 1625, Leonor se casó con el príncipe Cristián II de Anhalt-Bernburg en Ahrensbök. Tuvieron quince hijos: 
1. Beringer (Schüttorf, 21 de abril de 1626-Bernburg, 17 de octubre de 1627).
2. Sofía (Bernburg, 11 de septiembre de 1627-ibidem, 12 de septiembre de 1627).
3. Joaquín Ernesto (Ballenstedt, 13 de junio de 1629-ib., 23 de diciembre de 1629).
4. Cristián (Bernburg, 2 de enero de 1631-ib., 20 de junio de 1631).
5. Erdmann Gideon (Harzgerode, 21 de enero de 1632-Bernburg, 4 de abril de 1649), príncipe heredero de Anhalt-Bernburg.
6. Bogislao (Harzgerode, 7 de octubre de 1633-ib., 7 de febrero de 1634).
7. Víctor Amadeo (Harzgerode, 6 de octubre de 1634-Bernburg, 14 de febrero de 1718), sucesor de su padre como príncipe de Anhalt-Bernburg.
8. Leonor Eduviges (Bernburg, 28 de octubre de 1635-Gandersheim, 10 de septiembre de 1685).
9. Ernestina Augusta (Plön, 23 de diciembre de 1636-Bernburg, 5 de octubre de 1659).
10. Angélica (Bernburg, 6 de junio de 1639-Quedlinburg, 13 de octubre de 1688).
11. Ana Sofía (Bernburg, 13 de septiembre de 1640-Sonnenwalde, 25 de abril de 1704), desposó el 20 de septiembre de 1664 al conde Jorge Federico de Solms-Sonnenwalde; su hija, Sofía Albertina, desposó al príncipe Carlos Federico de Anhalt-Bernburg.
12. Carlos Ursino (Bernburg, 18 de abril de 1642-Parma, 4 de enero de 1660).
13. Fernando Cristián (Bernburg, 23 de octubre de 1643-Ballenstedt, 14 de marzo de 1645).
14. María (Ballenstedt, 25 de enero de 1645-Bernburg, 5 de enero de 1655).
15. Ana Isabel (Bernburg, 19 de marzo de 1647-Bernstadt, 3 de septiembre de 1680), desposó el 13 de marzo de 1672 al duque Cristián Ulrico I de Wurtemberg-Oels.